# ZZ Top
ZZ Top este o formație rock americană formată în anul 1969. Muzica trupei îmbină mai multe stiluri muzicale, dar este în general cunoscută drept o formație care cântă blues rock.

## Date generale
ZZ Top este una dintre puținele formații rock care a avut aceeași componență chiar și după mai bine de 35 de ani, iar până în septembrie 2006 au avut același manager și producător – Bill Ham. Formația a cunoscut apogeul în anii ‘70 si ‘80, perioadă în care multe dintre piesele grupului au ajuns hituri. Succesul nu i-a afectat însă pe cei 3, aceștia fiind încă foarte activi atât în studioul de înregistrări, cât și pe scenă, iar în 2004 au fost înscriși în Rock and Roll Hall Of Fame. Gibbons și Hill sunt recunoscuți pentru chitarele personalizate, multe dintre ele fiind proiectate de Gibbons în colaborare cu John Bolin.
Cei doi chitariști și-au format o imagine specială de-a lungul timpului. Ei apar mereu cu ochelari de soare, haine la fel sau similare, precum și cu o barbă lungă ce le ajunge până pe piept. Ironic, cel de-al 3-lea membru, care poartă numele Frank Beard (barbă), are mustață și foarte rar barbă.
În 1984, compania Gillette le-a oferit lui Gibbons și lui Hill câte 1 milion de dolari, fiecăruia, pentru a-și bărbieri bărbile pentru o reclamă, dar cei doi au refuzat.
După moartea sa, Hill a fost înlocuit cu tehnicianul de chitară al trupei, Elwood Francis.